# Viktar Bulat
Viktar Ryhoravič Bulat (in bielorusso Віктар Рыгоравіч Булат?; 1º aprile 1971) è un ex pesista bielorusso, campione mondiale juniores nel 1990, ma ancora come rappresentante dell'Unione Sovietica.

## Palmarès
| Anno | Manifestazione    | Sede    | Evento         | Risultato | Misura  | Note |
| ---- | ----------------- | ------- | -------------- | --------- | ------- | ---- |
| 1990 | Mondiali juniores | Plovdiv | Getto del peso | Oro       | 19,21 m |      |
| 1993 | Mondiali indoor   | Toronto | Getto del peso | 10º       | 18,17 m |      |
| 1995 | Universiadi       | Fukuoka | Getto del peso | Argento   | 19,69 m |      |
| 1996 | Olimpiadi         | Atlanta | Getto del peso | 32º       | 17,29 m |      |
| 1997 | Mondiali          | Atene   | Getto del peso | 22º       | 18,61 m |      |